# 3269 Vibert-Douglas
3269 Vibert-Douglas è un asteroide della fascia principale. Scoperto nel 1981, presenta un'orbita caratterizzata da un semiasse maggiore pari a 2,7850756 au e da un'eccentricità di 0,1571332, inclinata di 17,18004° rispetto all'eclittica.
L'asteroide è dedicato all'astrofisica canadese Alice Vibert Douglas.